# Rafał Rękosiewicz
Rafał Rękosiewicz (ur. 12 grudnia 1947 w Katowicach, zm. 26 listopada 2023) – polski klawiszowiec, organista, poeta, tekściarz, kompozytor, tłumacz twórczości Boba Dylana, aranżer, producent muzyczny. 
Współpracował m.in. z zespołami Krzak, Dżem, Cree oraz z Martyną Jakubowicz, Leszkiem Winderem i Janem Skrzekiem.
Jego tłumaczenia poezji Boba Dylana, „Bob Neveselý”, przemieszane z własnymi refleksjami i anegdotami oraz historiami z życia w Jemnej pod Srebrną Górą ukazały się w 2017 roku jako tzw. druk artystyczny, w limitowanym nakładzie 55 egzemplarzy, nie do sprzedaży.
Zmarł po długiej chorobie.